# Habrophlebia antoninoi
Habrophlebia antoninoi is een haft uit de familie Leptophlebiidae. De wetenschappelijke naam van de soort is voor het eerst geldig gepubliceerd in 2000 door Alba-Tercedor.
De soort komt voor in het Palearctisch gebied.